# Edmond Tapissier
Edmond Tapissier (Lione, 14 luglio 1861 – Treignac, 27 aprile 1943) è stato un pittore, litografo e illustratore francese.
Era conosciuto anche con gli pseudonimi di E.Tap e di Rose Candide

## Biografia
Edmond Anne Antoine Tapissier, più noto semplicemente come Edmond Tapissier, era il secondo figlio di un commerciante di seta di Lione che assecondò il suo desiderio di intraprendere la via dell'arte, Antoine Tapissier, e di Benoîte Antoinette Marie Towex-Comte. Lo affidò quindi alle cure di Jean-Baptiste Chatigny, un amico di Manet e di Gustave Courbet che aveva un atelier a Lione. Accertato il suo non comune talento nel disegno, Tapissier nel 1883 si recò a Parigi dove all'inizio preferì non seguire i corsi ufficiali ma affidarsi alle scuole libere. Frequentò quindi i corsi dello scultore italiano Filippo Colarossi e dell'Académie Julian. In seguito, però, si iscrisse anche all'École des beaux-arts, in cui ancora prevaleva un certo gusto simbolista, per frequentare gli atelier di Alexandre Cabanel e di Fernand Cormon.
Nel 1900 Tapissier presentò all'Expo di Parigi una tela che gli era stata ispirata da Gustave Moreau: "Le tentazioni di Budda".
Due anni dopo sposò Jeanne Bonin, che era originaria del Limosino, e iniziò per lui un intenso periodo di lavoro, in prevalenza ritratti, ma anche litografie e cartoni per arazzi. Fra questi ultimi il cartone intitolato: "Les arts du feu" del 1906, che egli presentò al "Salon degli artisti francesi" del 1908 e oggi conservato nella Prefettura di Limoges. Per quel cartone ricevette una medaglia di bronzo. Un'altra medaglia gli fu assegnata diversi anni dopo, nel 1925, all' " Esposizione internazionale delle arti decorative e industriali moderne".
Tapissier viaggiò molto.  Visitò il Medio e Vicino Oriente, la Russia, l'Italia e la Grecia. Sotto lo pseudonimo di "Rose Candide" scrisse e pubblicò nel 1908 un racconto a vignette per i giovani, che alcuni considerano come la prima "striscia disegnata" francese.
Il racconto s'intitolava "Sam et Sap" e apparve sul periodico "Saint Nicolas".
Nel 1916 divenne pittore ufficiale della Marina. Nel 1927 fu nominato Cavaliere della Legion d'honneur.

Realizzò ancora cartoni per arazzi per la manifattura di Beauvais e per la Manifattura dei Gobelins. Decorò anche chiese e sale di palazzi municipali.
Tapissier si spense a 82 anni a Treignac, paese d'origine della moglie.

## L'arte
L'arte di Edmond Tapissier è nota per il modo assai accurato e preciso con cui egli trattava la luce e per la sua interpretazione marcata, decisa, con cui rappresentava gli elementi della natura, cosa che gli era stata trasmessa dai suoi maestri. Una delle sue tele più celebri è "Le sirene", che presentò al Salon del 1896. In essa Tapissier affermò con decisione il suo stile personale, del tutto affrancato dalle influenze impressioniste.

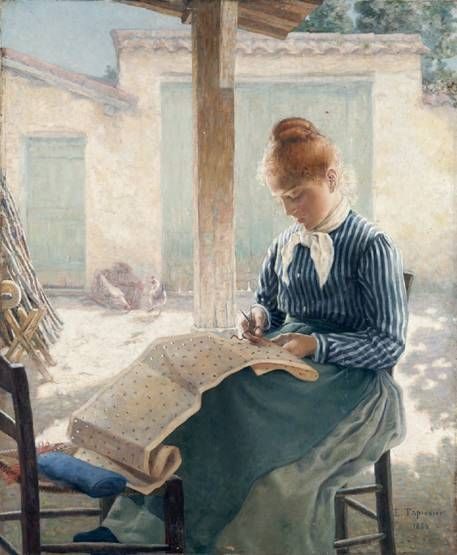
La merlettaia

## Opere

### Illustrazioni
(secondo lo pseudonimo)
E. Tap
- Charles Perrault: Le petit Poucet. (Pollicino)
- Charles Perrault: La belle au bois dormant. (La bella addormentata nel bosco)
- Maurice Halle: Par la grand' route et les chemins creux.

Rose Candide
- George Le Cordier: Sam et Sap.
- Charles Perrault: Barbe-bleu. (Barbablu)
- Maurice Bauche: Les fables de Florian. (Le fiabe di Florian)

## Musei
- Brive-la-Gaillarde
- Lione
- Tulle
- Museo d'Arte e Storia di Saint-Denis

## Altri progetti

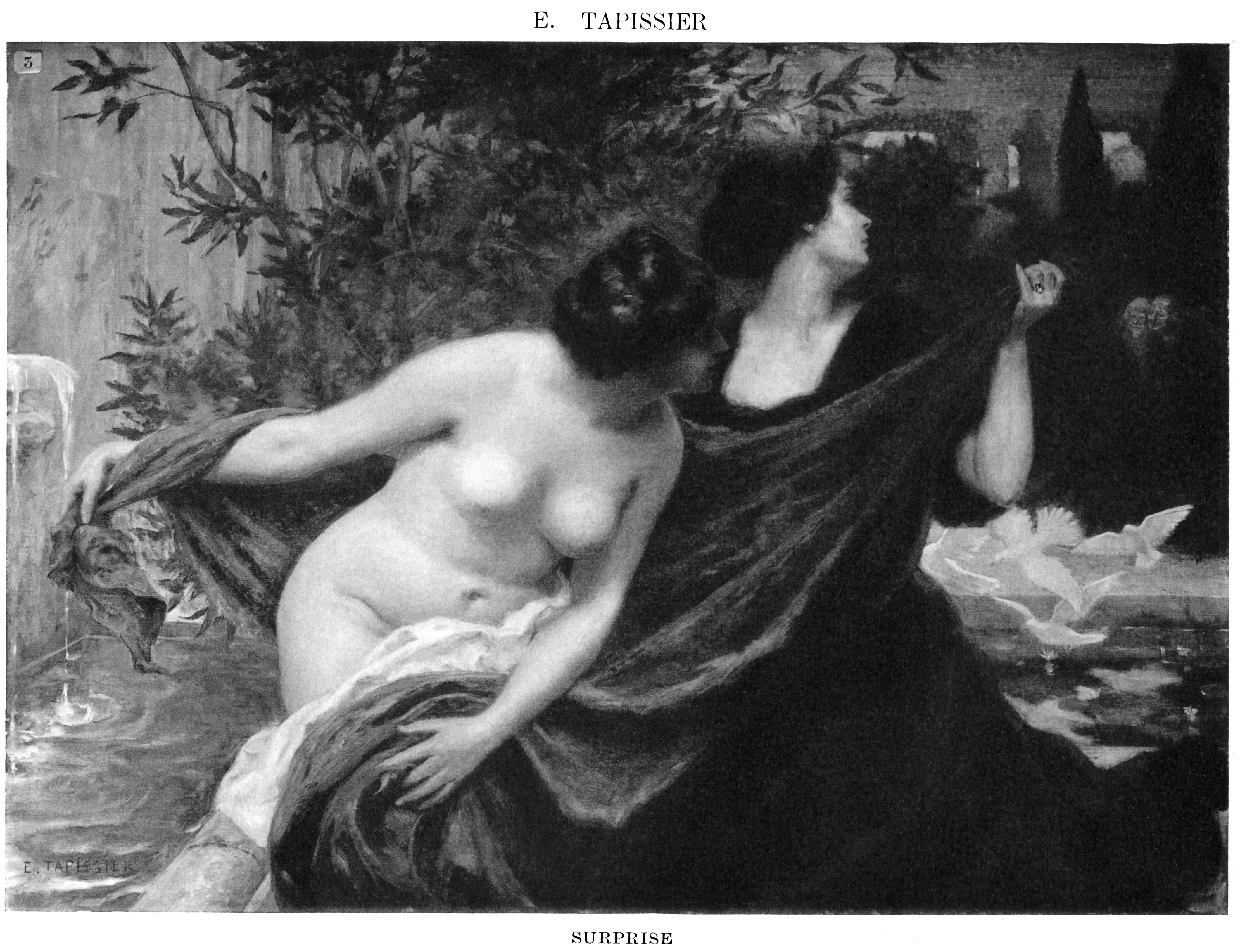
Sorpresa (1901)